# Черноволенко, Александр Виленович
Александр Виленович Черноволенко (укр. Олександр Віленович Чорноволенко; род. 28 марта 1955, Киев, УССР, СССР) — украинский политический деятель. Народный депутат Украины. Член партии Всеукраинское объединение «Батькивщина».

## Образование
После окончания Киевской физико-математической школы № 145, поступил на факультет кибернетики Киевского государственного университета, который окончил в 1977 году, получив специальность «экономическая кибернетика», квалификация — математик-экономист.
С 1977 по 2000 год работал в Институте кибернетики им. В. М. Глушкова НАНУ, где в 1985 году защитил кандидатскую диссертацию на соискание учёной степени кандидата экономических наук. Автор более 50 научных печатных работ. Заслуженный экономист Украины.

## Карьера
В 1996—1998 годах работал начальником валютно-экспертного управления Киевской городской государственной администрации.
В 1989 году вступил в Народный Рух Украины. Избирался депутатом районного совета в городе Киеве (1990) и дважды (1994, 1998) — депутатом Киевского городского совета, руководителем депутатской группы «Столица» (большинства в Киевсовете). С 1998 года — депутат Верховной Рады Украины (фракция Народного Руха Украины). В 2002 и 2006 годах был одним из активных участников создания блока (с участием Народного Руха Украины) «Наша Украина», а в 2007 году — избирательного блока «Наша Украина — Народная Самооборона».
В 2008 году, как председатель Киевской городской организации Народного Руха Украины председательствовал на конференции по созданию Блока Виталия Кличко на выборах городского головы и Киевсовета. Предложил выдвинуть Виталия Кличко на должность Киевского городского головы.
В 2007 году поддержал назначение Юлии Тимошенко премьер-министром, и избрание Арсения Яценюка Председателем Верховной Рады. В 2008 году был одним из активнейших борцов за сохранение Юлии Тимошенко на посту премьер-министра.
В 2009—2010 годах был заместителем руководителя Киевского городского штаба по выборам Юлии Тимошенко Президентом Украины. В 2012 году в знак поддержки несправедливо заключённой Юлии Тимошенко вступил в политическую партию Всеукраинское объединение «Батькивщина». Заместитель руководителя избирательного штаба ВО «Батькивщина» в Киеве.
В Верховной Раде Украины, будучи членом бюджетного комитета, последовательно и настойчиво отстаивал интересы киевлян. В 2007—2012 годах был автором 21 законопроекта. В том числе законопроекта № 10116 о возвращении городу Киеву 100 % налога на доходы физических лиц (что должно увеличить поступления в киевский бюджет более чем на 8 миллиардов гривен ежегодно, или по 4 тысячи гривен на каждого взрослого киевлянина в год), а также законопроектов №№ 7083-1, 7088, 10582, 10583, 10584, направленных на возвращение самоуправления гражданам Киева (что даст возможность киевлянам распоряжаться более чем 24 миллиардов гривен киевского бюджета).
Только за 2007—2012 годы сделал почти 600 депутатских обращений, 253 депутатских запросов, значительная часть из которых связана с решением проблем финансирования развития Киева — строительства метро, городской инфраструктуры и социальной сферы города. Автор 1106 поправок к законопроектам, в том числе почти 50 поправок в Закон Украины «О пенсионной реформе», нацеленных на защиту интересов пенсионеров и недопущение повышения пенсионного возраста, 80 поправок к Закону «О гарантиях государства относительно исполнения судебных решений», которые были направлены на сохранение права на льготы для граждан; более 90 поправок к Налоговому кодексу; 142 поправки в Бюджетный кодекс Украины.

## Семья
Украинец. Отец Вилен Филиппович (1929) — социолог, кандидат философских наук, заведующий сектором Института социологии НАНУ. Мать Клара Петровна (1931) — философ, кандидат философских наук, доцент Киевского государственного института физкультуры и спорта. Жена Закревская Людмила Александровна (1954) — математик-экономист, кандидат экономических наук, старший научный работник Института кибернетики НАНУ, депутат Киевского горсовета. Сын Андрей (1987) — студент Киевского института международных отношений.